# Laytonville
Laytonville is een plaats (census-designated place) in de Amerikaanse staat Californië, en valt bestuurlijk gezien onder Mendocino County.

## Demografie
Bij de volkstelling in 2000 werd het aantal inwoners vastgesteld op 1301.

## Geografie
Volgens het United States Census Bureau beslaat de plaats een oppervlakte van
13,3 km², waarvan 13,1 km² land en 0,2 km² water. Laytonville ligt op ongeveer 509 m boven zeeniveau.

## Plaatsen in de nabije omgeving
De onderstaande figuur toont nabijgelegen plaatsen in een straal van 64 km rond Laytonville.